# Joanne Pavey

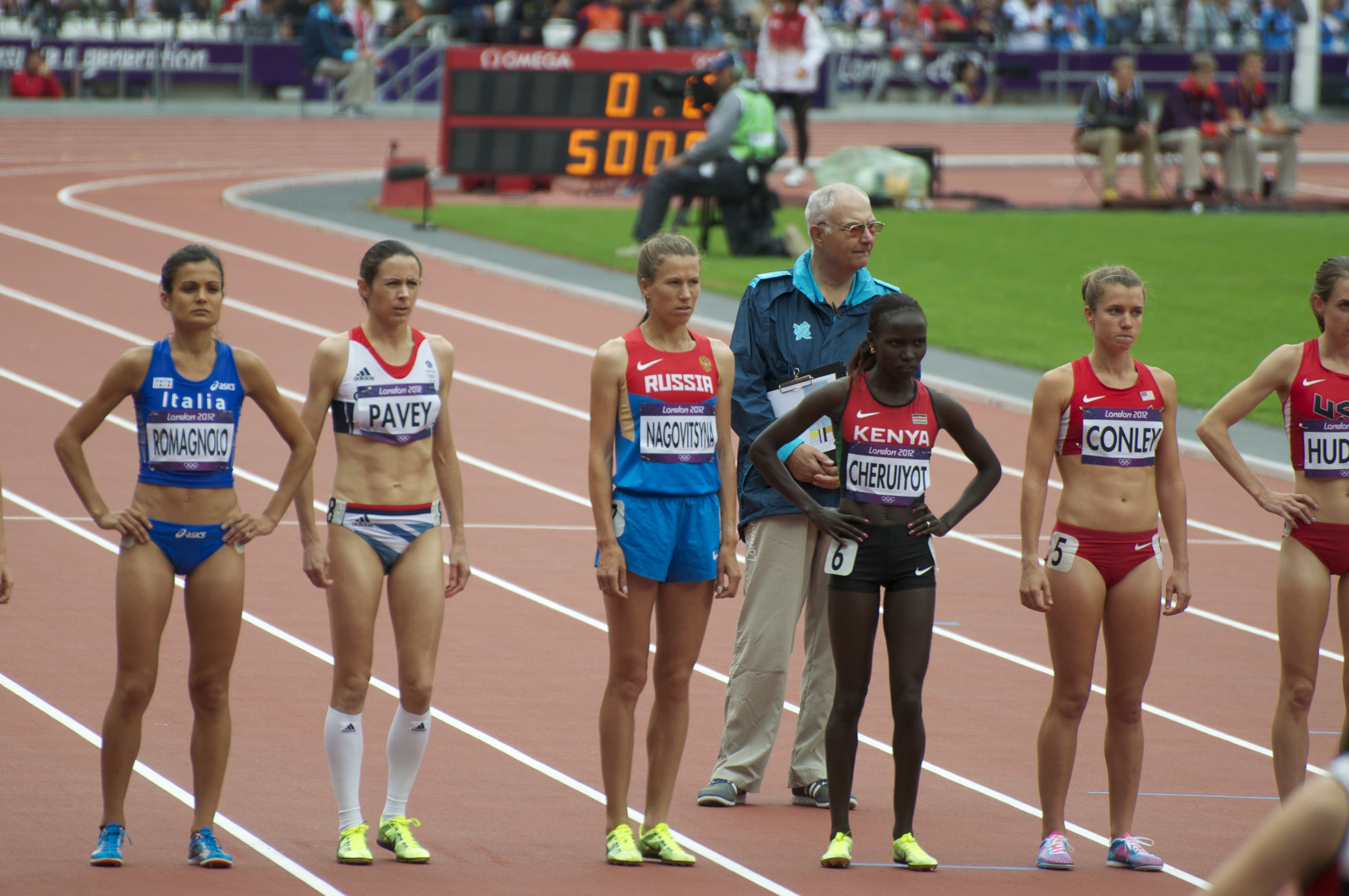
Joanne Pavey (2e van links) aan de start van de 5000 m op de OS van Londen in 2012.

Joanne Marie (Jo) Pavey (Honiton, 20 september 1973) is een Britse atlete. Ze is gespecialiseerd in de 5000 m, maar neemt soms ook deel aan 1500 en 3000 meterwedstrijden. Ze nam vijfmaal deel aan de Olympische Spelen, maar won hierbij geen medailles.

## Biografie
Haar eerste succes boekte Pavey in 1997 met het winnen van een gouden medaille bij de Britse kampioenschappen op de 1500 m. In 2000 deed Pavey mee aan de Olympische Spelen van Sydney. Ze werd op de 5000 m met een tijd van 14.58,27 twaalfde in de finale. Vier jaar later was ze opnieuw present bij de Spelen van Athene op de 1500 m en de 5000 m. Op het eerste onderdeel werd ze in de kwalificatieronde uitgeschakeld en op de 5000 m finishte ze als vijfde in 14.55,45.
In 2007 legde Joanne Pavey zich toe op de 10.000 m om zo hoog mogelijk te kunnen eindigen bij de wereldkampioenschappen in Osaka. Op dit WK werd ze met 32.03,81 vierde achter winnares Tirunesh Dibaba uit Ethiopië (31.55,41).
Sindsdien legde Pavey zich meer toe op de wegatletiek. Op 20 mei 2007 won ze de Great Manchester Run (10 km). Op de Olympische Spelen van 2008 in Peking was zij echter weer present op de baan en nam ze deel aan de 10.000 m. Hierbij werd ze twaalfde in een persoonlijk record van 31.12,30.
Vier jaar later nam zij op de Olympische Spelen van Londen zelfs deel aan zowel de 5000 m als de 10.000 m. Op het eerste onderdeel plaatste zij zich met 15.02,84 voor de finale. Daarin werd ze zevende met een tijd van 15.12,72. Op het tweede onderdeel, waarop direct een finale werd gelopen, finishte zij eveneens als zevende, ditmaal in 30.53,20, een verbetering van haar PR.
Op de Olympische Spelen van 2016 in Rio de Janeiro finishte ze in 31.33,44 op de 10.000 m en behaalde hiermee een vijftiende plaats overall.

## Titels
- Europees kampioene 10.000 m - 2014
- Brits kampioene 1500 m - 1997
- Brits (AAA-)kampioene 5000 m - 2001, 2004, 2005, 2007, 2008, 2012
- Brits (AAA-)kampioene 10.000 m - 2007, 2008, 2010

## Persoonlijke records
Outdoor
| Onderdeel | Prestatie | Datum             | Plaats  |
| --------- | --------- | ----------------- | ------- |
| 1500 m    | 4.01,79   | 13 september 2003 | Monaco  |
| 3000 m    | 8.31,27   | 30 augustus 2002  | Brussel |
| 5000 m    | 14.39,96  | 25 augustus 2006  | Brussel |
| 10.000 m  | 30.53,20  | 3 augustus 2012   | Londen  |

Indoor
| Onderdeel   | Prestatie           | Datum            | Plaats     |
| ----------- | ------------------- | ---------------- | ---------- |
| 3000 m      | 8.31,50 (nat. rec.) | 3 februari 2007  | Stuttgart  |
| 2 Eng. mijl | 9.32,00             | 17 februari 2007 | Birmingham |

Weg
| Onderdeel      | Prestatie | Datum           | Plaats     |
| -------------- | --------- | --------------- | ---------- |
| 10 km          | 31.47     | 20 mei 2007     | Manchester |
| 15 km          | 49.17     | 25 oktober 2015 | Portsmouth |
| halve marathon | 1:09.58   | 4 oktober 2015  | Glasgow    |
| marathon       | 2:28.24   | 17 april 2011   | Londen     |

## Prestaties

### 1500 m
- 2003: 4e Wereldatletiekfinale - 4.01,79
- 2003: 10e WK - 4.03,03

### 3000 m
- 1997: 4e Bupa International in Gateshead - 9.05,87
- 2000:  Grand Prix in Cardiff - 8.57,00
- 2000:  Solihull - 8.53,7
- 2001:  Rieti - 8.44,05
- 2002:  Aqua-Pura Loughborough International - 8.54,79
- 2002: 4e Memorial van Damme - 8.31,27
- 2002: 5e Grand Prix Finale in Parijs - 8.57,71
- 2003:  Meeting du Nord in Lille - 8.41,89
- 2003:  Wereldatletiekfinale - 8.37,89
- 2004: 5e WK indoor - 8.40,22
- 2004: 4e Weltklasse Zürich - 8.46,58
- 2004: 4e Wereldatletiekfinale - 9.13,09
- 2005:  Meeting Gaz de France – 8.34,66
- 2005:  Bislett Games – 8.33,79
- 2006:  Europacup in Malaga - 8.52,54
- 2006: 7e Wereldatletiekfinale - 8.41,56
- 2007: 6e EK indoor - 8.54,94

### 5000 m
- 2000: 12e OS - 14.58,27
- 2001: 11e WK - 15.28,41
- 2002: 5e FBK Games - 15.25,11
- 2002:  Europacup in Annecy - 16.06,65
- 2002: 5e Gemenebestspelen - 15.19,91
- 2002: 4e ISTAF Meeting in Berlijn - 14.48,66
- 2002: 5e EK - 15.18,70
- 2002:  Wereldbeker in Madrid - 15.20,10
- 2003:  Europacup in Florence - 15.35,31
- 2004: 5e OS - 14.57,87 (½ fin. 14.55,45)
- 2004:  FBK Games - 14.55,04
- 2004:  Memorial Van Damme – 14.49,11
- 2005: 15e WK - 15.14,37
- 2006:  Gemenebestspelen - 14.59,08
- 2006: 4e EK - 15.01,41
- 2006:  Memorial Van Damme – 14.39,96
- 2007:  Europacup in Vaasa - 15.43,86
- 2007: 9e WK - 15.04,77
- 2008:  Britse kamp. in Birmingham - 15.12,55
- 2008:  DN Galan - 14.58,62
- 2010:  EK team in Bergen - 15.17,87
- 2012:  Sportcity Grand Prix in Manchester - 15.14,19
- 2012:  Olympic Trials in Birmingham - 15.54,18
- 2012: 7e OS - 15.12,72 (in kwal. 15.02,84)
- 2014:  Britse kamp. - 15.40,90
- 2014:  Gemenebestspelen - 15.08,96
- 2014: 7e EK - 15.38,41
- 2014:  IAAF Continental Cup in Marrakech - 15.58,67

### 10.000 m
- 2007: 4e Europacup - 32.21,19
- 2007:  BMC Nike Grand Prix in Watford - 31.26,94
- 2007: 4e WK - 32.03,81
- 2008: 12e OS - 31.12,30
- 2010:  Aviva European Trials in Birmingham - 31.51,91
- 2012:  Europacup - 31.32,22
- 2012:  EK - 31.49,03
- 2012: 7e OS - 30.53,20
- 2014:  EK - 32.22,39
- 2016: 5e EK - 31.34,61
- 2016: 15e OS - 31.33,44

### 5 km
- 2003:  Corsa Internazionale di San Silvestro in Bolzano - 15.57,4
- 2005:  Corsa Internazionale di San Silvestro in Bolzano - 16.11,3
- 2006:  Women's Challenge in Londen - 15.26
- 2007:  Women's Challenge in Londen - 15.29
- 2008:  Women's Challenge in Londen - 15.32

### 10 km
- 2004:  Nike Run London - 32.34
- 2005: 5e Sam's Run in Londen - 38.05
- 2006:  Nike Run London - 32.28
- 2007:  Great Edinburgh Run - 32.57
- 2007:  Great Manchester Run - 31.47
- 2008:  Great Ireland Run - 32.21
- 2008:  Great Manchester Run - 31.58
- 2010:  Great Ireland Run - 32.45
- 2010: 5e Great Manchester Run - 32.42
- 2011:  Bupa London - 32.22
- 2011:  Great Yorkshire Run - 33.12
- 2014:  Richmond Running Festival in Londen - 32.47
- 2015:  Bupa London - 32.56
- 2016:  Richmond Run Fest - 33.11

### 10 Eng. mijl
- 2006:  Great South Run - 52.46
- 2012:  Great South Run - 53.01
- 2015:  Great South Run - 52.44

### halve marathon
- 2006: 4e Great North Run - 1:10.42
- 2008:  Great North Run - 1:08.53
- 2008: 7e halve marathon van Lissabon - 1:10.39
- 2011: 4e Great North Run - 1:10.49
- 2012: 5e Great North Run - 1:09.20

### marathon
- 2011: 16e marathon van Londen - 2:28.24
- 2011: 9e New York City Marathon - 2:28.42

### veldlopen
- 2003: 40e WK korte afstand in Avenches - 13.44
- 2003:  BMC Classic Crosscountry in Bristol - 12.51
- 2003:  Reebok Cross Challenge Liverpool - 18.30
- 2004:  EK lange afstand in Seebad Heringsdorf - 18.08,  landenklassement
- 2006: 8e EK in San Giorgio su Legnano - 25.38,  landenklassement

- World Athletics: 14276037
- Library of Congress Control Number: n2016061877
- Virtual International Authority File: 25148207812200341341
- WorldCat: E39PBJkMJGrwt3KtXY6PFkKDbd